# María Teresa (Santa Fe)
Plantilla:Ficha de localidad de Argentina
María Teresa es una localidad y comuna del sur de la Provincia de Santa Fe, Argentina. Está ubicada dentro del departamento General López, a 66 km de la Ruta Nacional N.º 7 y a 384 km de la ciudad de Santa Fe, capital provincial.  
La localidad se caracteriza por su perfil agroproductivo, su red de servicios públicos comunales y una activa vida cultural y comunitaria.

## Historia
El origen de María Teresa está vinculado al desarrollo de la actividad agropecuaria en la región y a la expansión de la red ferroviaria en el sur santafesino. La comuna fue oficialmente reconocida como tal a principios del siglo XX, en el marco de la colonización agrícola y la conformación de pequeños pueblos rurales.
A lo largo de su historia, ha mantenido una fuerte identidad comunitaria, con una activa participación de sus habitantes en instituciones locales y en la vida política y social del pueblo.

## Geografía
María Teresa se encuentra en el sur santafesino, a una altitud de aproximadamente 105 metros sobre el nivel del mar. El clima es templado, con estaciones bien marcadas y precipitaciones moderadas.
La localidad está rodeada por campos destinados principalmente a la agricultura extensiva y la ganadería. Su ubicación estratégica facilita la conexión con otras localidades de la región a través de rutas provinciales y caminos rurales.

## Demografía
Según el último Censo Nacional 2022, María Teresa cuenta con 4.131 habitantes.  
El territorio comunal se extiende sobre una superficie aproximada de 591 km², lo que implica una densidad poblacional de alrededor de 7 hab/km².
En los últimos años, la población ha mostrado un leve crecimiento sostenido, vinculado a políticas públicas orientadas al arraigo, el acceso a servicios y la mejora de la calidad de vida. El perfil poblacional incluye una alta proporción de jóvenes y familias dedicadas a la producción agropecuaria, el comercio y los servicios.

## Economía
La economía de María Teresa se basa principalmente en la actividad agropecuaria, con cultivos de soja, maíz y trigo, además de la cría de ganado bovino.  
En los últimos años, la comuna ha impulsado políticas para diversificar la matriz productiva local, fomentar el desarrollo de unidades productivas como huertas comunitarias y emprendimientos textiles, y promover la formación laboral de jóvenes y adultos.
Un caso destacado es la Tasa Rural Segmentada, una herramienta única en la región que busca distribuir equitativamente la carga tributaria entre pequeños, medianos y grandes productores, promoviendo el desarrollo local con justicia social.

## Gobierno y administración
María Teresa es administrada por una Comisión Comunal, presidida por un presidente comunal electo por voto popular.  
En los últimos años, la gestión comunal se ha destacado por su enfoque participativo, con iniciativas como “María Teresa Participa”, donde vecinos y vecinas proponen proyectos, detectan necesidades y se involucran en la toma de decisiones.

## Educación y cultura
La localidad cuenta con instituciones educativas de nivel inicial, primario y secundario, tanto de gestión pública como privada.  
También funciona una Escuela de Formación Laboral, que ofrece cursos en oficios, herramientas digitales, cocina, cuidados, coctelería, entre otros.
En el ámbito de la educación terciaria, María Teresa cuenta con una extensión áulica del Colegio Superior N.º 50 de la ciudad de Rufino, donde se dicta la Tecnicatura Superior en Enfermería. La carrera tiene una duración de tres años e incluye diversas unidades curriculares teóricas y prácticas que forman al egresado con sólidas competencias profesionales. La sede local ya ha egresado dos promociones, en los años 2023 y 2024. La Coordinadora de la carrera en María Teresa es Verónica D´Angelo.
Desde 2022 se celebra la Fiesta del Teatro, que reúne a grupos locales y regionales. La vida cultural se expresa también en festivales, talleres y actividades artísticas intergeneracionales.

## Salud
El sistema de salud está encabezado por el Hospital SAMCo María Teresa, que brinda atención primaria y servicios básicos de urgencia.  
En articulación con la comuna, se han creado espacios como el Centro Integral para Personas con Discapacidad “Magnolias”, que ofrece acompañamiento, rehabilitación y atención interdisciplinaria.
También funciona la Residencia para Adultos Mayores (RAM), reconocida por su enfoque integral del cuidado, con talleres y actividades que promueven la autonomía y la empatía.

## Infraestructura y servicios
María Teresa cuenta con red de agua potable, alumbrado público LED, recolección de residuos domiciliarios, separación de residuos secos, cloacas en zonas urbanas, y mantenimiento de caminos rurales.
En los últimos años se ha fortalecido la infraestructura digital, a través del Punto Digital y mejoras en la conectividad para escuelas y espacios públicos.

## Turismo y eventos
Si bien no es un destino turístico tradicional, María Teresa ha desarrollado propuestas locales que revalorizan su patrimonio cultural y comunitario. Una de ellas es “Pasea por tu Pueblo”, una caminata interactiva que invita a redescubrir los espacios del barrio sur, promoviendo el ejercicio físico y el vínculo con la historia local.
También se promueven visitas escolares y comunitarias a la Huerta Taller “El Sol”, el Parque Comunal y otros espacios de producción y encuentro que fortalecen la identidad local.
Entre los eventos destacados se encuentra el Birra Teresa, la fiesta de la cerveza artesanal más grande del sur de Santa Fe, que en febrero de 2025 celebró su cuarta edición con una amplia convocatoria regional.
Además, desde 2024, en el marco del aniversario del pueblo (17 de mayo), se realiza una fiesta tradicionalista organizada por la agrupación El Bozal y la Comuna de María Teresa, que incluye desfile de agrupaciones gauchas por las calles del pueblo, destrezas criollas y espectáculos folklóricos.
En 2025 se llevará a cabo la cuarta edición de la Fiesta del Teatro, una propuesta cultural que ha tenido gran éxito en sus tres ediciones anteriores, reuniendo a elencos locales y regionales, y consolidándose como un espacio de encuentro entre artistas y comunidad.
La programación anual también incluye presentaciones musicales, ferias de emprendedores y celebraciones patrias, consolidando una agenda cultural diversa y participativa.